# Обіг фосфору в природі

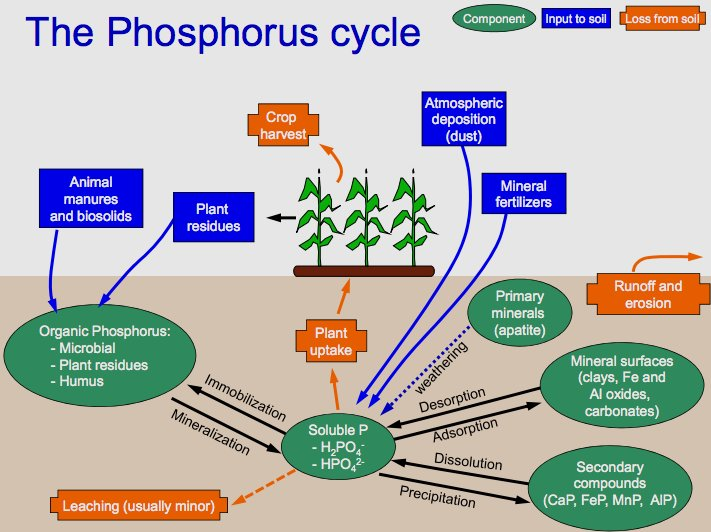
Кругообіг фосфору в ґрунті

Цикл фосфору є біохімічним циклом, який описує рух фосфору через літосферу, гідросферу і біосферу. На відміну від багатьох інших біогеохімічних циклів, атмосфера не грає істотну роль в русі фосфору, так як фосфор і фосфорні сполуки, як правило, тверді частинки в типових діапазонах температури і тиску, знайдених на Землі. Виробництва фосфіну газу відбувається тільки в спеціальних умовах.
На землі, фосфор (хімічний символ, P) поступово стає все менш доступним для рослин, тому що він повільно втрачається в стоці. Низька концентрація Р в ґрунтах зменшує ріст рослин, і уповільнює зростання мікробів у ґрунті — як показано в дослідженнях ґрунту мікробної біомаси. Ґрунтові мікроорганізми діють як обидві раковини і джерела наявних P в біогеохімічному циклі. Локальні перетворення Р є хімічними, біологічними та мікробіологічними: головні в довгостроковому  кругообігу в глобальному циклі, проте, наводяться в русі тектонічних рухів в геологічний час. 
Люди викликали значні зміни в глобальній P циклу через видобування P мінералів і використання P добрив, а також доставку їжі з ферм в міста, де вона втрачається у вигляді стічних вод.

## Фосфор в природі

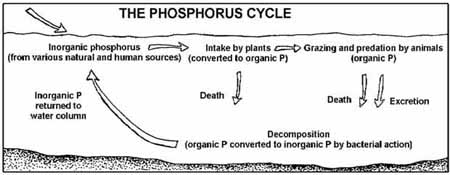
Водний кругообіг фосфору

### Екологічна функція
Фосфор є одним з найважливіших поживних речовин для рослин і тварин. Фосфор є живильною речовиною для водних організмів. Фосфор утворює частини важливих для підтримки життя молекул, які дуже поширені в біосфері. Фосфор не входить в атмосферу, залишаючись в основному на суші, так і в скельних і ґрунтових мінералах. Вісімдесят відсотків видобутого фосфору використовується для виготовлення добрив. Фосфати з добрив, стічних вод і миючих засобів можуть призвести до забруднення довкілля в озерах і струмках. Перенасичення фосфату в прісних і прибережних морських водах можуть призвести до масового цвітіння водоростей, які, коли вони помирають і розпадаються, призводять до евтрофікації тільки свіжої води. Прикладом цього є канадський Experimental Lakes Area. Це прісноводне цвітіння води не слід плутати з тими, в солоній воді. Останні дослідження показують, що переважаючим забруднювачем, відповідальним за цвітінням водоростей в солоній воді гирла річок і прибережних морських середовищ, є азот.

### Біологічна функція
Первинне біологічне значення фосфатів як компонента нуклеотидів, які слугують накопичувачем енергії в клітинах (АТФ) або при пов'язаний один з одним, утворюють нуклеїнові кислоти ДНК і РНК. Подвійна спіраль нашої ДНК можлива тільки через складний ефір фосфату, який пов'язує спіраль. Крім того, біомолекул, фосфор також міститься в кістковій тканині і емалі зубів ссавців, чия сила походить від фосфату кальцію у вигляді гідроксилапатиту. Він також знаходиться в екзоскелет комах, а також фосфоліпіди (у всіх біологічних мембран). Він також функціонує як буферний агент у підтримці кислотно-лужного гомеостазу в організмі людини.

### Процес циклу
Фосфати швидко переміщаються через рослини і тварин; однак процеси, які рухають їх через ґрунт або океан проходять дуже повільно, що роблять фосфорний цикл в цілому одним з найбільш повільних біогеохімічних циклів.
В основному, фосфат дістається з гірських порід і мінералів, найбільш поширений мінерал апатиту. В цілому малі втрати відбуваються в земних середовищах шляхом вилуговування і ерозії, завдяки дії дощу. У ґрунті, фосфат абсорбуються на оксидах заліза, алюміній гідроксид, глинясті поверхні і частки органічної речовини, і стає включеним (іммобілізованим або фіксованим). Рослини і гриби також можуть бути активними у створенні P розчинні.[джерело?]
На відміну від інших циклів, Р зазвичай не міститься в повітрі у вигляді газу; це відбувається тільки при дуже сприятливих умовах в ролі газу фосфіну PH3.[джерело?]

### Фосфорні мінерали
Наявність фосфору в екосистемі обмежена швидкості вивільнення цього елемента в процесі вивітрювання. Вивільнення фосфору з апатитів розчинення є одним з ключових елементів  контролю над продуктивністю екосистем. Первинні мінерали зі значним вмістом фосфору, апатит [Са5 (РО4) 3OH] піддається карбонізації.

Невелика кількість фосфору поглинається біотою (органічна форма), в той час як більша частина реагує з іншими мінералами ґрунту. Це призводить до осадження в недоступні форми в більш пізній стадії вивітрювання і розвитку ґрунту. Доступний фосфор знаходиться в біогеохімічному циклі в верхньому профілі ґрунту, в той час як фосфор, знайдений при більш низьких глибинах, в основному бере участь у геохімічних реакціях з вторинними мінералами. Ріст рослин залежить від швидкого кореневого поглинання фосфору, звільнився з мертвої органічної речовини в біохімічному циклі. Фосфор обмежений в поставках для росту рослин. Фосфати швидко переміщаються через рослини і тварин; Однак процеси, які рухають їх через ґрунт або океан дуже повільно, що роблять фосфор цикл в цілому один з найбільш повільних біогеохімічних циклів.
Низька молекулярна маса (LMW) органічних кислот міститься в ґрунтах. Вони походять від діяльності різних мікроорганізмів в ґрунтах або можуть бути діставатись з коренів живих рослин. Деякі з цих органічних кислот, які здатні утворювати стійкі комплекси органо-металеві з різними іонами металів, виявлених в ґрунтових розчинах. В результаті ці процеси можуть призвести до вивільнення неорганічного фосфору, пов'язаному з алюмінієм, залізом, і кальцієм в ґрунтових мінералах. Виробництво і випуск щавлевої кислоти мікоризних грибів пояснює їх важливість в підтримці і подачі фосфору для рослин.

## Вплив людини
Живильні речовини мають важливе значення для зростання і виживання живих організмів, і, отже, мають важливе значення для розвитку і підтримки здорових екосистем. Люди сильно вплинули на цикл фосфору, перетворюючи його в добриво, а також з транспортування добрив і продуктів по всьому світу. Транспортування фосфору в продуктах харчування з ферм в міста зробили значні зміни в глобальному круговороті фосфору. Однак надмірна кількість поживних речовин, зокрема, фосфор і азот, є шкідливим для водних екосистем. Вода збагачена фосфор з господарств стоку, і з випливає потоку, який недостатньо очищений перед скиданням в воду. Природними евтрофікаціями є процес, який озеро поступово старіє і стає більш продуктивними і може зайняти тисячі років прогресу. Культурні або антропогенні евтрофікації, однак, є забруднення води, викликане надмірними поживними речовинами для рослин; це призводить до надмірного росту популяції водоростей; коли це водорість вмирає його гниття виснажує воду oxygen.Такі евтрофікації також можуть призвести до квітнення токсичних водоростей.Обидва ці ефекти викликають ставки тварин і загибелі рослин, щоб збільшити як рослини поглинають в отруйної воді в той час як тварини п'ють отруєну воду. Поверхневі і підземні стоки і ерозії від високого фосфору ґрунту можуть бути основними факторами, що сприяють цій свіжої евтрофікації води. Процеси, які контролюють вивільнення фосфору ґрунту в поверхневі стоки і підповерхневий потік є складною взаємодією між типом введення фосфору, типом ґрунту і управління, а також процесами переносу в залежності від гідрологічних умов..
Людське втручання в циклі фосфору відбувається в результаті надмірного або недбалого використання фосфорних добрив. Це призводить до збільшення кількості фосфору як забруднювальних речовин у водоймах, що призводять до евтрофікації. Евтрофікація спустошує водні екосистеми шляхом індукції аноксии.